# Алоханет
Алоханет је једна од првих рачунарских мрежа која је користила Алоха систем (пренос информација радио фреквенцијама између Хавајски острва). Код овог система корисници немају начина да сазнају да ли нека друга станица већ шаље саобраћај. Радила је прилично добро у условима ретког саобраћаја, али се заглављивао када је саобраћај ка централном рачунару био густ.
Алоха је први развијени и најједноставнији алгоритам додељивања заједничког канала већем броју корисника. Његов принцип рада је крајње једноставан: станица (корисник) емитује поруку увек кад има поруке за слање. Ако нико од осталих корисника не емитује, порука је налазила свој циљ и о томе је Алоха станица добијала потврду другом поменутом фреквенцијом. Ако је било сукобљавања на каналу за слање података, станице које су емитовале поруке не би добиле потврду о пријему пакета (након кратког временског интервала). Сачекале би одређено време (насумично изабрано), након чега би поново слале пакете. Абрамсон је израчунао да описани систем касније назван чиста Алоха може да постигне маскималну искоришћеност од око 18%. Други систем, временски расподељена Алоха (енгл. Slotted Aloha), довела је до побољшања. Наиме корисник уместо што шаље пакете кад год има саобраћај за слање то чини у временским интервалима одређеним од стране централног часовника који синхронизује саобраћај. Систем је нашао своју примену када се појавио кабловски интернет, искоришћеност је дуплирана у односу на алоху и износи 37%.